# Piešťany
 Ovo je glavno značenje pojma Piešťany. Za Okrug pogledajte Okrug Piešťany.
Piešťany (njem. Pistyan, mađ. Pöstyén, polj. Pieszczany) je grad u zapadnoj Slovačkoj u Trnavskom kraju  upravno središte Okruga Piešťany.

## Povijest
Prva ljudska naselja u ovom području je od iz pretpovijesnog doba, od oko prije 80.000 godina. Ljudi su bili privučeni zbog bogastva divljači i termalnih izvora koji nisu bili zamrznuti ni zimi.
Piešťany se prvi put spominje u pisanim podacima 1113. godine (pod imenom Pescan). U to vrijeme Pescan se sastojao od nekoliko manjih naselja. Ljekoviti izvori bili su popularni već u srednjem vijeku, jedan od posjetitelja bio je i kralj Matija Korvin. 
Kroz stoljeća Piešťany bio u vlasništvu nekoliko plemićkih obitelji, najvažnija je bila obitelj Erdődysi, u vlasništvu području je bila od 1720. do 1848., i toplica do 1940. godine. Obitelj Erdödy sagradila je prvu zgradu toplica 1778., koja je oštećena tokom razornih poplava 1813. Lječilišna zgrada je proširena i renovirana 1820. u neoklasicističkom stilu, a dobila je ime Napoleon toplice. Obitelj Erdödy također je osnovala i park oko zgrade toplica. Obitelj Winter upravlja toplicama od 1889. do 1940. i upravo u tome razdoblju toplice su stekle svjetsku slavu. Obitelj Winter je poboljšala tretmane, smještaj i zabavu za posjetitelje sagradili su nekoliko objekata i hotel.
Liječilište je privlačilo mnoge aristokratske posjetitelje, uključujući i Ludwiga van Beethovena. Godine 1917. tri vladara Vilim II. (Njemačka) Ferdinand I. (Bugarska) Karlo I. Austrijski (Austro-Ugarska)) sastali su se u hotelu Palace raspravljajući o budućim ratnim strategijama.
Godine 1945. Piešťany je dobio status grada. U narednim godinama grad i toplice su se sve više razvijali.
Dana 5. srpnja 2001. tri člana Irske republikanske armije su uhićeni u Piešťany. Oni su primamljeni u zamku od strane agenta britanske sigurnosne službe MI5, uhvaćeni su pod optužbom da su krijumčarili oružje iz Iraka.

## Stanovništvo
| Godina:     | 1993.  | 2003.   | 2013.   | 2023.   |
| ----------- | ------ | ------- | ------- | ------- |
| Broj ljudi: | 33 142 | 30 066  | 28 047  | 26 668  |
| Razlika:    |        | -9,28 % | -6,71 % | -4,91 % |

| Godina:     | 2022.  | 2023.   |
| ----------- | ------ | ------- |
| Broj ljudi: | 27 057 | 26 668  |
| Razlika:    |        | -1,43 % |

Po popisu stanovništva iz 2021. godine grad je imao 27.681 stanovnika. Po popisu stanovništva u gradu živi najviše Slovaka.
- Slovaci – 90,13 %
- Česi – 1,13 %
- Mađari – 0,27 %

Prema vjeroispovijesti najviše je rimokatolika 52,64 %, ateista 30,31 % i luterana 4,24 %.

## Gradovi prijatelji
- Heinola
- Luhačovice
- Nenaš
- Eilat
- Varaždinske Toplice
- Ustroń
- Poděbrady
- Budimpešta (IX. Četvrt)

## Poznate osobe
- Dominika Cibulková, tenisačica
- Martina Moravcová, slovačka plivačica
- Simon Arpád Stefan (r. 22. kolovoza 1886.), glavni tajnik Komunističke partije Slobodne Države Rijeke.

## Vanjske poveznice
- Službena stranica grada

### Ostali projekti
|  | Zajednički poslužitelj ima još gradiva o temi Piešťany |